# Alois Hába

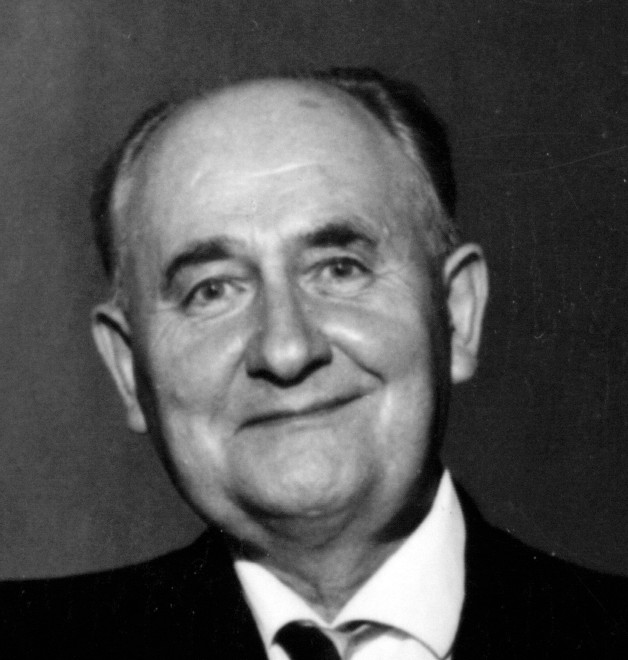
Alois Hába

Alois Hába (* 21. Juni 1893 in Vizovice, Mähren; † 18. November 1973 in Prag) war ein tschechischer Komponist und Musiktheoretiker. Er erlangte Weltruhm durch seine Mikrointervallkompositionen, bei denen vor allem Viertelton-, aber auch Sechstel- und Zwölfteltonstimmung Verwendung fand.

## Leben
Er war ein Schüler von Vítězslav Novák und Franz Schreker und gehörte in den frühen 1920er Jahren zur europäischen Avantgarde. Er studierte in Prag, Wien und Berlin. In Berlin regte ihn Georg Schünemann zum Studium der vorderorientalischen Musiken an. Hába wurde Lehrer am Prager Konservatorium, wo er mit Hilfe seines Förderers Josef Suk eine Abteilung für das Studium mikrotonaler Musik („Viertelton-Abteilung“) gründete, deren Leiter er wurde. Nach seinen Anweisung und im Auftrag des tschechoslowakischen Kultusministerium baute die Firma August Förster den ersten Viertelton-Flügel.
Die Entwicklung der musikalischen Moderne, insbesondere Schönberg und Webern verfolgte er mit großem Interesse. Er nahm unter anderem an den berühmten Musikfesten Neuer Tonkunst in Donaueschingen teil. Bei den Weltmusiktagen der International Society for Contemporary Music (ISCM World Music Days) wurden nacheinander folgende Werke Hábas aufgeführt: 1923 in Salzburg Streichquartett Nr.2, 1935 in Prag Weg des Lebens (Symphonische Phantasie), 1937 in Paris Ouvertüre zu Nova Zeme und 1967 in Prag Streichquartett Nr.16. Des Weiteren waltete Alois Hába bei den ISCM World Music Days 1927 in Frankfurt a. M., 1932 in Wien, 1938 in London, 1958 in Strassburg und 1962 in London auch als Juror.
In seiner Musik erweiterte er, inspiriert unter anderem durch die Praxis traditioneller mährischer Musik, die Tonskala um Viertel-, Fünftel-, Sechstel- und Zwölfteltöne, wozu auch spezielle Instrumente angefertigt wurden. Nicht notwendig war dies natürlich für seine Streichquartette, die deswegen auch am ehesten den Weg auf heutige Konzertpodien fanden.
Als Professor am Prager Konservatorium sowie der Akademie der musischen Künste in Prag zog er eine ganze Reihe bekannter Schüler heran, darunter Gideon Klein, Karel Risinger, Jeronimas Kačinskas, Milan Ristić, Štěpán Lucký, Pavel Šivic, Hans Winterberg und Zikmund Schul. Nach dem Februarputsch 1948 wurde die Lehre von Viertel- und Sechsteltonkomposition als selbständiges Fach abgeschafft und 1951 völlig vom Lehrplan gestrichen.
Von 1946 bis 1968 gab es ein Streichquartett, das seinen Namen trug, und dem er auch die letzten 12 seiner insgesamt 16 Streichquartette widmete. Der Geiger Dušan Pandula floh 1968 nach Deutschland. Im Jahre 1984 gründete sein Schüler Peter Zelienka ein neues Hába-Quartett in Frankfurt am Main.
1957 wurde er zum Ehrenmitglied der International Society for Contemporary Music ISCM gewählt.
Seit 1961 war er Korrespondierendes Mitglied der Akademie der Künste der Deutschen Demokratischen Republik (Sektion Musik).

## Werke
- Die Mutter (Matka, Viertelton, 1932)
- Neuland (Sechstelton, 1936)
- Dein Reich komme zu uns (desgl., 1942)

## Karikaturistische Darstellung Habas
- B. F. Dolbin: Alois Haba (Pressezeichnung in Der Querschnitt, 1926); weitere Pressezeichnung: Alois Haba, der Vierteltöner, in Das Tage-Buch, Berlin, Heft 9 (1926), S. 345 (Abbildung)

## Publizierter Essay Hábas
- Einige Bemerkungen zur Entwicklung der Vierteltonmusik. In: Das neue Frankfurt; 1(1926/1927), Seite 140–141